# 2024 год в телевидении
Список «2024 год в телевидении» описывает события в мире телевидения, произошедшие в 2024 году.

## События

### Январь
- 1 января
  - Смена логотипа и графического оформления регионального телеканала «Луганск 24».
  - Начало вещания нового украинского информационного телеканала «2+2 Марафон» от медиагруппы «1+1 Медиа».[1]
- 3 января — Прекращение вещания развлекательного телеканала «CBS Reality» на территории Центральной и Восточной Европы, СНГ и Ближнего Востока.
- 5 января — Прекращение вещания познавательного телеканала «Discovery Science (Science Channel)» и «DTX» на территории Центральной и Восточной Европы, СНГ и Ближнего Востока.
- 7 января — Прекращение вещание итальянского музыкального телеканала VH1 Italia.[2]
- 8 января — Прекращение вещания спортивного телеканала «Моторспорт.ТВ» на территории РФ.[3]
- 24 января — Смена названия фильмово-сериального телеканала «Fox» в «FX» и «Fox Life» в «FX Life» в странах СНГ (кроме РБ) и Балтии[4][5].

### Февраль
- 5 февраля
  - Смена графического оформления информационного телеканала «Известия».
  - Начало вещания российского регионального телеканала «Урал 24»[6].
  - Смена логотипа и графического оформления детского телеканала для младшего возраста «Nick Jr.».
- 8 февраля — Начало вещания развлекательного телеканала «Ep!c»[7].
- 10 февраля — Начало вещания нового общеукраинского телеканала «Мы-Украина+»[8].
- 12 февраля — Ребрендинг турецкой версии телеканала «Fox» от компании Disney в «Now».

### Март
- 1 марта — Начало вещания информационно-познавательного телеканала «Конгресс ТВ»[9].
- 5 марта — Начало вещания познавательно-развлекательного телеканала «Мы»[10].
- 27 марта — Начало вещания в России и странах Средней Азии спортивного телеканала «Start Turan»[11].

### Апрель
- 1 апреля — Начало вещания развлекательного телеканала о кулинарии «Аппетитный»[12].
- 22 апреля — Смена графического оформления украинского информационного телеканала «Прямой»[13].

### Май
- 20 мая — Смена логотипов и графического оформления телеканалов «360» и «360 Новости»[14].
- 31 мая — Начало вещания якутского детского телеканала «Тооку» от холдинга «НВК-Саха»[15].

### Июнь
- 30 июня — Прекращение вещания российского эротического телеканала «O-la-la»[16][17].

### Июль
- 19 июля — Прекращение вещания украинского информационного телеканала «Суспільне Новини»[18].

### Сентябрь
- 1 сентября 
  - Смена логотипов и графического оформления российских телеканалов «Русский иллюзион» и «Точка отрыва»[19].
  - Начало вещания российского спортивно-развлекательного телеканала «Волейбол»[20].
- 17 сентября — Начало вещания белорусского круглосуточного информационного телеканала «Первый информационный»[21].
- 28 сентября — Смена логотипов и графического оформления российских телеканалов «Психология» и «Домашние животные»[19].
- 30 сентября — Начало вещания российского познавательно-развлекательного телеканала «Вкус»[22].

### Октябрь
- 1 октября
  - Начало вещания российского телеканала латиноамериканских сериалов «Saga TV»[23].
  - Начало вещания российского развлекательного телеканала «Эх!»[24].
- 11 октября — Ребрендинг спортивных телеканалов: «Спортивный» в «ТВ Спорт», «Футбольный» в «Мяч», «Хоккейный» в «Хоккей ТВ»[25].

### Ноябрь
- 1 ноября — Изменение оформления российского познавательного телеканала «Моя Планета» в честь 15-летия[26].
- 25 ноября — Начало вещания сериального телеканала «viju TV1000 romantica»[27].

### Декабрь
- 1 декабря
  - Начало вещания развлекательного телеканала «Rutube TV»[28].
  - Начало вещания музыкального телеканала «Bridge Этно»[29]
- 16 декабря — Изменение логотипа и графического оформления российского телеканала «Кино ТВ»[30].
- 31 декабря — Прекращение вещания донецкого регионального телеканала «Юнион» и объединение с телеканалом «Первый Республиканский»[31]